# Strzelnica (film)
Strzelnica (ros. Тир, Tir) – radziecki krótkometrażowy film animowany z 1979 roku w reżyserii Władimira Tarasowa. Satyryczna krytyka kapitalizmu i życia w Ameryce.
Film wchodzi w skład serii płyt DVD Animowana propaganda radziecka (cz. 1: Amerykańscy Imperialiści).

## Opis
Film przedstawia historię młodego bezrobotnego chłopaka z wielkiego amerykańskiego miasta, który zatrudnia się w tytułowej strzelnicy. Nie wie jednak, że jej właściciel za podwójną opłatą pozwala swoim klientom na strzelanie do żywego celu.

## Animatorzy
Swietłana Dawydowa, Aleksiej Bukin, Aleksandr Mazajew, Aleksandr Dawydow